# Moncourt
Moncourt là một xã trong vùng Grand Est, thuộc tỉnh Moselle, quận Château-Salins, tổng Vic-sur-Seille. Tọa độ địa lý của xã là 48° 43' vĩ độ bắc, 06° 38' kinh độ đông. Moncourt nằm trên độ cao trung bình là 225 mét trên mực nước biển, có điểm thấp nhất là 215 mét và điểm cao nhất là 290 mét. Xã có diện tích 6,74 km², dân số vào thời điểm 1999 là 74 người; mật độ dân số là 10 người/km².

## Thông tin nhân khẩu
| 1962 | 1968 | 1975 | 1982 | 1990 | 1999 |
| ---- | ---- | ---- | ---- | ---- | ---- |
| 111  | 116  | 118  | 104  | 89   | 74   |